# Omar Brown
Omar O. Brown (ur. 21 czerwca 1982 w Trelawny) – jamajski lekkoatleta, sprinter, mistrz igrzysk Wspólnoty Narodów w 2006.
Zdobył trzy medale na mistrzostwach świata juniorów młodszych w 1999 w Bydgoszczy: złoty w sztafecie 4 × 100 metrów, srebrny w biegu na 200 metrów i brązowy w biegu na 100  metrów. W tym samym roku wystąpił na mistrzostwach świata w 1999 w Sewilli, gdzie pobiegł w biegu eliminacyjnym sztafecie 4 × 400 metrów. Sztafeta Jamajki zdobyła w finale srebrny medal (po dyskwalifikacji sztafety Stanów Zjednoczonych z powodu dopingu), a Brown, jako startujący w eliminacjach, otrzymał srebrny medal mistrzostw świata. Nie ukończył biegu eliminacyjnego na 200 metrów na mistrzostwach świata w 2005 w Helsinkach.
Zwyciężył w biegu na 200 metrów na igrzyskach Wspólnoty Narodów w 2006 w Melbourne
Po zakończeniu kariery zawodniczej pracował jako trener, m.in. w  College of William & Mary w Williamsburgu.
Jego żona Veronica Campbell-Brown jest również sprinterką, wielokrotną medalistką igrzysk olimpijskich.